# Planctonivore
Un planctonivore, planctotrophe ou planctonophage est un animal se nourrissant de plancton. Sont planctonivores divers poissons (le Requin baleine, le requin pèlerin, la raie manta) et certains mammifères marins tels la baleine bleue.
Bien que le plancton soit constitué de créatures minuscules, comme le krill, il est capable de constituer des masses colossales, seules à même de nourrir les corps énormes des baleines à fanons.